# Low-Density Supersonic Decelerator

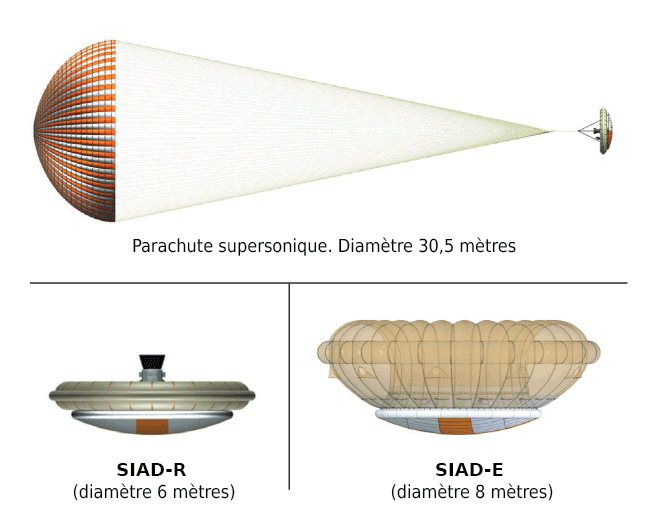
LDSD mit Bremsfallschirm, Sonde ohne und mit aufgeblasener Bremsvorrichtung

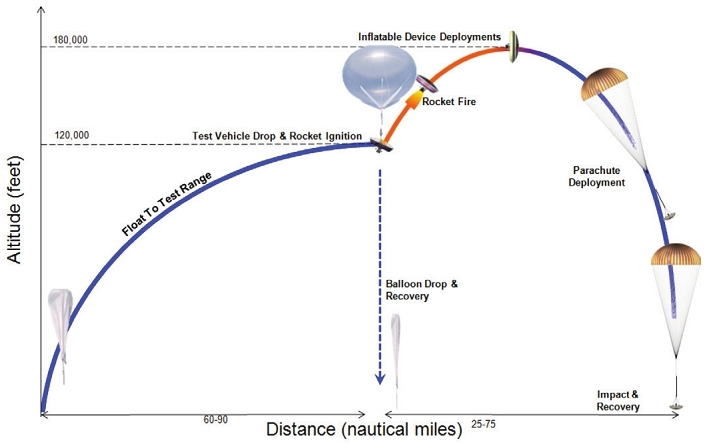
Schematische Darstellung der Mission

Low-Density Supersonic Decelerator (LDSD) war ein Projekt der NASA zur Erprobung neuer Landeverfahren für unbemannte Mars-Missionen. Bei den Testflügen wurden die höheren und dünneren Luftschichten der Erdatmosphäre zur Simulation der Marsatmosphäre genutzt.

## Hintergrund
Der Low-Density Supersonic Decelerator des Jet Propulsion Laboratory der NASA erprobt eine neuartige Technologie zum atmosphärischen Abbremsen von Forschungssonden und soll ermöglichen, höhere Nutzlasten als bisher möglich auf der Oberfläche des Mars abzusetzen. Die bislang für die Landung von Marssonden verwendeten Bremstechniken basieren auf den Erfahrungen mit den beiden Viking-Sonden im Juli und September 1976. Mit zunehmender Größe der Nutzlasten sind neue Ansätze gefragt, da für die Abbremsung von Sonden in der dünnen Marsatmosphäre die technisch machbaren Grenzen erreicht sind. Daher wird die aerodynamisch wirksame Fläche der Landeeinheit bei gleichbleibender Masse so stark wie möglich vergrößert, was mit dem LDSD erprobt werden soll.

## Technik
Die drei Tonnen schweren Flugkörper wurden mit Heliumballons (Rockoon) von der Kauai Test Facility in die Stratosphäre transportiert. Dort wurde das Fluggerät vom Ballon getrennt und zur Drallstabilisierung in Drehung versetzt. Eineinhalb Sekunden nach dem Ausklinken aus dem Ballongeschirr wurde der auf der Rückseite mittig angebrachte Star-48B-Feststoffraketenmotor gezündet, der den LDSD auf eine Höhe von 55 Kilometer brachte, von wo aus er mit anfänglich der vierfachen Schallgeschwindigkeit zur Erdoberfläche zurückstürzte. Eine aufblasbare Bremsvorrichtung und ein 30-Meter-Überschallfallschirm sollten die Sonde dabei so weit wie möglich abbremsen. Gemäß Angaben der NASA sollen die atmosphärischen und technischen Voraussetzungen der Testreihe vergleichbar mit denen in der dünnen Marsatmosphäre sein.
Der Technologie-Demonstrator hatte die Form einer populärwissenschaftlich genannten Fliegenden Untertasse. Beim  Bremskörper handelte es sich um einen ringförmig um den Hitzeschutzschild angeordneten aufblasbaren Kragen aus extrem widerstandsfähigen Material, der erstmals zum Einsatz kam: Er sollte helfen, den Flugkörper auf die doppelte Schallgeschwindigkeit abzubremsen, danach wurde der Bremsfallschirm geöffnet, der die Geschwindigkeit weiter senken sollte.

## Tests und weitere Entwicklung

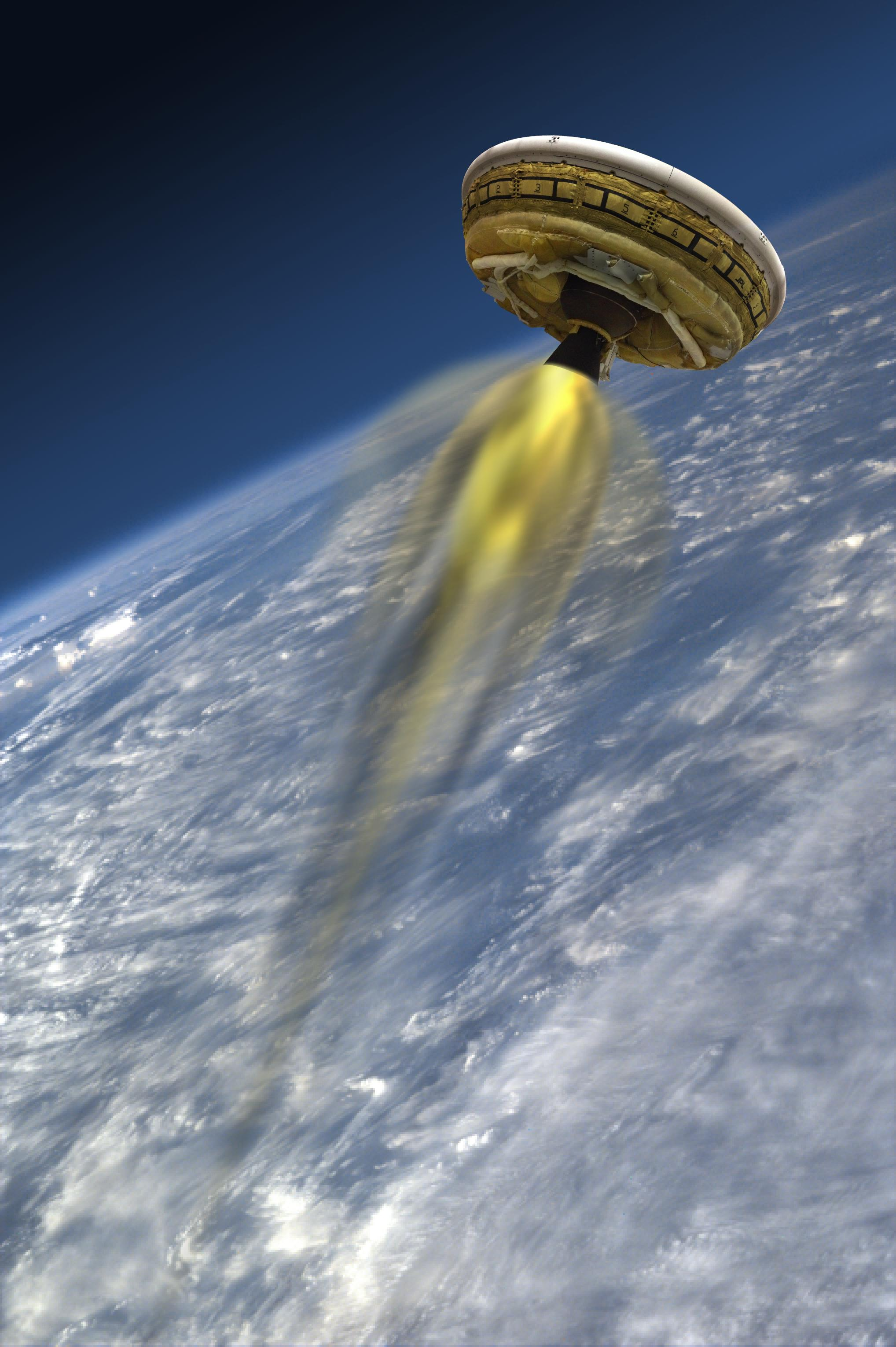
Low-Density Supersonic Decelerator nach Zündung des Raketenmotors. (Künstlerische Darstellung)

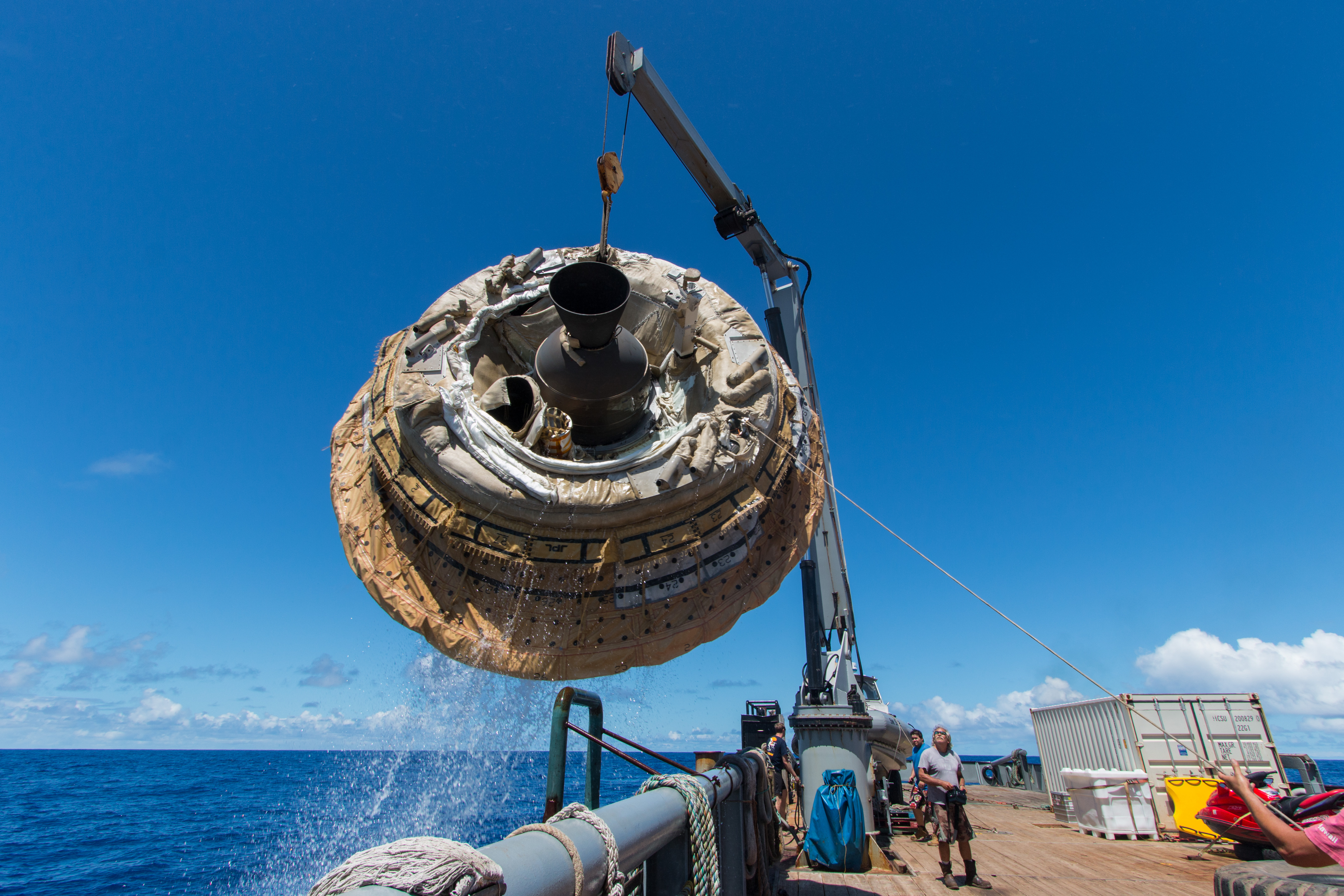
Bergung nach dem Testflug. In der Mitte ist der Feststoff-Raketenmotor erkennbar.

Sollte die Testreihe erfolgreich verlaufen, ließen sich bei künftigen Missionen zum Mars nach Angaben der NASA zwei bis drei Tonnen Nutzlast auf der Oberfläche des roten Planeten absetzen und die Nutzlast damit im Vergleich zur letzten Mission beinahe verdoppeln. Die NASA erhofft sich zudem durch die neue Technologie Landungen in Gebirgsregionen. Der erste Test am 14. Juni 2014 über Hawaii wurde wegen schlechter Wetterverhältnisse kurzfristig abgesagt und am 28. Juni 2014 durchgeführt; geplant waren zwei nachfolgende Versuchsflüge im Jahr 2015 sowie weitere Tests im Jahr 2016. Durchgeführt wurde letztlich ein Flug am 8. Juni 2015.

## Erster Test vom 28. Juni 2014
Die erste Phase (Aufstieg) des Tests am 28. Juni 2014 verlief erfolgreich, ebenso erzielte der Schwellkörper die berechnete Abbremswirkung, hingegen entfaltete sich der Bremsfallschirm nicht vollständig. Das Testfahrzeug LDSD wurde nach der Wasserung aus dem Pazifik geborgen. Der verantwortliche Projektmanager Mark Adler bestätigte, dass der Test als erfolgreich gewertet wird, da alle Komponenten geborgen werden konnten.

## Zweiter Test vom 8. Juni 2015
Da im ersten Test der Bremsfallschirm sich nicht wie beabsichtigt öffnete, konzipierten die Ingenieure ein neues Design. Die stärkere Segmentierung sollte das Zerreißen des Schirms bei der Entfaltung verhindern. Mit 30 Metern im Durchmesser handelt es sich, bis zu diesem Zeitpunkt, um den größten bisher eingesetzten Fallschirm für Überschallgeschwindigkeiten. Der Fallschirm öffnet sich bei Geschwindigkeiten zwischen Mach 2 (681 m/s) und Mach 3 (1021 m/s).
Das LDSD stieg planmäßig von Hawaii mit einem Heliumballon auf eine Höhe rund 37 km. Rund vier Stunden nach dem Start wurde der Ballon entkoppelt. Das LDSD beschleunigte in weniger als vier Minuten mit Hilfe des Triebwerks auf Mach 4 (1361 m/s) und stieg dabei in eine Höhe von rund 55 km, dabei wurde das Objekt in leichte Rotation versetzt, um eine stabile Flugbahn zu unterstützen. Der Schwellkörper wurde kurze Zeit später bei Mach 3 gezündet und erreichte die berechnete Abbremswirkung. Bei der anschließenden Entfaltung des Fallschirms wurde dieser abermals zerstört. 14 Minuten nach der Zündung des Triebwerks landete das LDSD im Pazifischen Ozean, wo es später geborgen wurde.

Der Test wurde als Erfolg gewertet, da alle verwendeten Technologien erprobt und relevante Messergebnisse gewonnen werden konnten.

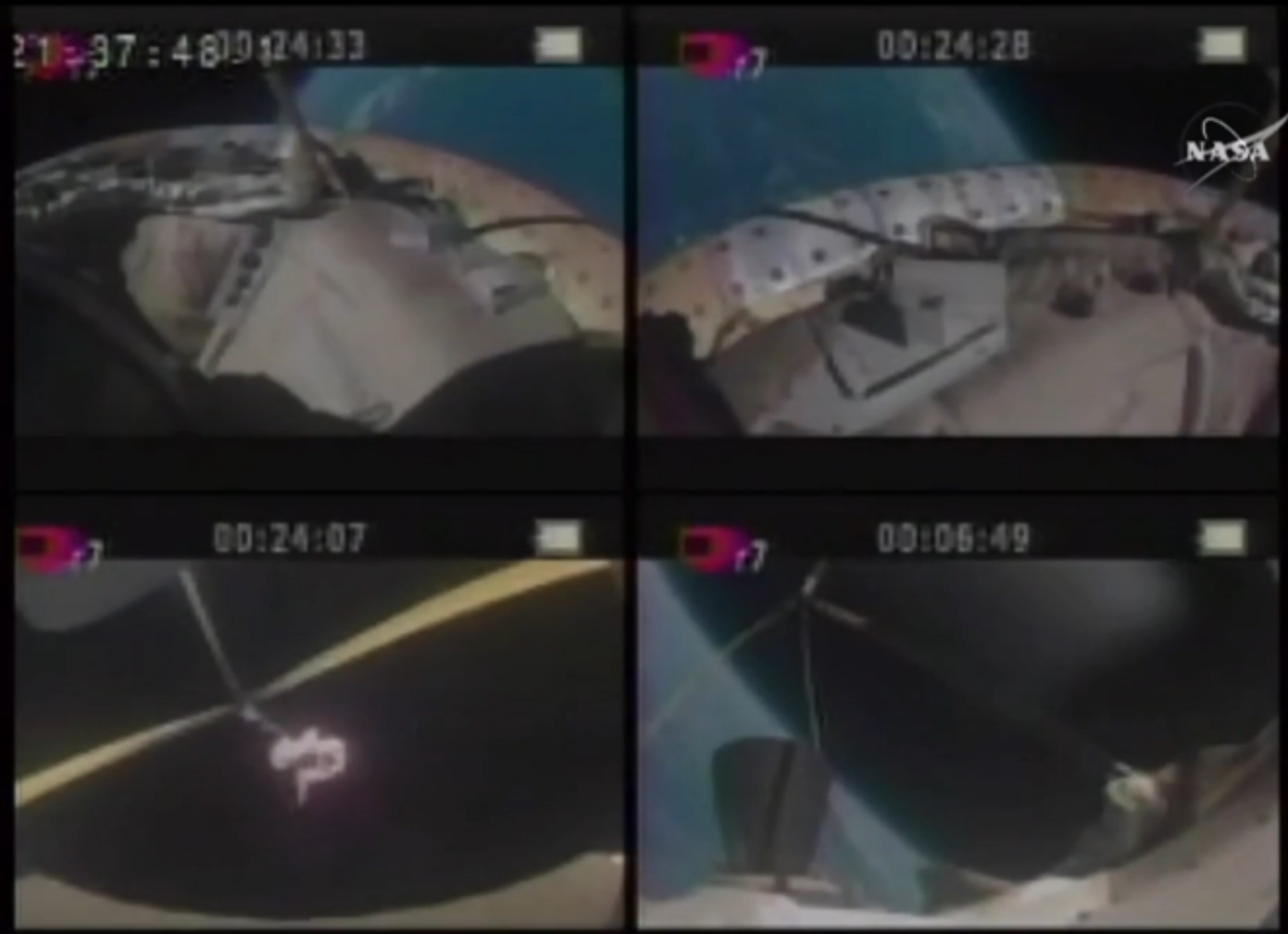
Low-Density Supersonic Decelerator – Vier Kameraperspektiven des zweiten LDSD Testflugs (8. Juni 2015). Auf den beiden Bildern im oberen Teil und auf dem Bild unten rechts ist die Erde im Hintergrund zu erkennen. Im Bild unten links ist der gerade zerstörte Fallschirm für Überschallgeschwindigkeiten zu erkennen.